# Wilhelm Büche
Wilhelm Büche (* 7. Dezember 1906 in Weinheim; † 5. August 1980) war ein deutscher Politiker (KPD).

## Leben
Büche war seit 1915 Kriegswaise. Nach dem Schulbesuch absolvierte er von 1921 bis 1923 eine Lehre als Zementer in Lahr und arbeitete von 1924 bis 1939 in verschiedenen Städten Deutschlands. Er schloss sich 1925 dem Kommunistischen Jugendverband an und wurde 1932 Mitglied der KPD. Während der Zeit des Nationalsozialismus wurde er zweimal verhaftet und zeitweise in einem Konzentrationslager interniert. Von 1939 bis 1945 nahm er als Soldat am Zweiten Weltkrieg teil.
Büche beteiligte sich seit 1945 am Aufbau der kommunistischen Parteiorganisation in Baden und wurde dort Zweiter Sekretär der KPD-Landesleitung. Des Weiteren war er Stadtrat und Kreisrat in Lahr. Von 1946 bis 1947 gehörte er der Beratenden Landesversammlung des Landes Baden und von 1947 bis 1952 als Abgeordneter dem Badischen Landtag an.